# شاه محمود درانی

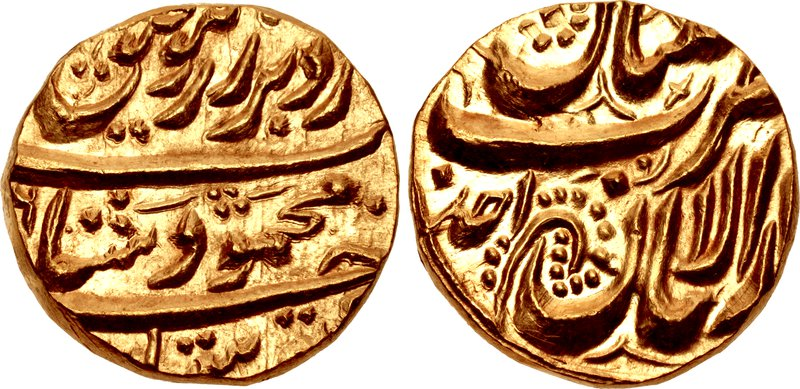
سکه شاه محمود

شاه‌محمود درانی چهارمین و ششمین پادشاه حکومت دُرانی (اَبدالی) و پسر تیمورشاه درانی می‌باشد. شاه محمود به کمک وزیر فتح خان دوبار به سلطنت رسید. محمود درانی پسر تیمورشاه درانی، چهارمین شاه سلسله درانی بود که پس از کور کردن برادرش شاه زمان به سلطنت رسید.
پس از مرگ تیمورشاه درانی در سال ۱۷۹۳ پسر او شاه زمان توانست با زندانی کردن به برادرانش از آنها بیعت بگیرد و به سلطنت برسد، البته دو تن از پسران دیگر تیمورشاه یعنی همایون و محمود در میان زندانیان نبودند و بیعت هم نکردند به همین خاطر شاه زمان مجبور شد که برای حفظ تاج و تختش با آنها بجنگد. همایون حکمران قندهار زیر بار بیعت با شاه زمان نرفت شاه زمان هم به قندهار لشکر کشید. همایون برای نبرد با او از شهر خارج شد ولی سپاهیانش بدون نبرد تسلیم شدند.